# Womanizer
Womanizer (ang. kobieciarz) – pierwszy singel amerykańskiej piosenkarki Britney Spears promujący jej szósty album studyjny Circus, wydany 2 grudnia 2008 roku. Producentem utworu jest grupa The Outsyders.
Premiera radiowa „Womanizer” odbyła się 26 września 2008. Singiel na półki sklepowe w Stanach Zjednoczonych trafił 7 października 2008 roku. 1 listopada został wydany w Australii, 14 listopada w Niemczech, a 24 listopada w Wielkiej Brytanii.
15 października „Womanizer” trafił na 1. miejsce amerykańskiej listy przebojów Billboard Hot 100. Poprzednim razem Britney triumfowała w notowaniu w styczniu 1999 za sprawą debiutanckiego singla „Baby One More Time”.
Na światowej liście sprzedaży United World Chart „Womanizer” debiutował 17 października 2008 r. na 5. pozycji. W pierwszym tygodniu sprzedano 240 000 egzemplarzy singla. W dziewiątym tygodniu sprzedaży singiel awansował na 1. pozycję notowania, tym samym stał się już ósmym w dorobku Spears światowym singlem nr 1.
Łącznie sprzedano ponad 5 500 000 egzemplarzy singla. W zestawieniu sprzedaży jest to trzeci pod względem popularności singel Spears. W większej liczbie egzemplarzy sprzedały się jedynie utwory „…Baby One More Time” (ponad 9 milionów egzemplarzy) oraz „Oops!... I Did It Again” (ponad 6 milionów egzemplarzy).

## Premiera
19 września 2008 stacja 107.5 The River wyemitowała 40-sekundowy fragment piosenki w niskiej jakości, brzmiący nieco inaczej niż aktualna finalna wersja. Jak później potwierdziła stacja MTV był to fragment piosenki przed zmiksowaniem. DJ radia 107.5 The River, który wyemitował tę piosenkę, został ukarany przez wytwórnię Jive Records sumą 250 000 dolarów. Prawa do premiery radiowej miały tylko stacje Z100 oraz kIIs FM.
Premiera została zapowiadana na 22 września 2008, jednak w ostatniej chwili zdecydowano o przesunięciu premiery na 26 września. Powodem tej zmiany były poprawki materiału, za które odpowiedzialny był The Outsyders. Premiera „Womanizer” odbyła się 26 września około godziny 7 (czasu nowojorskiego) na antenie stacji Z100-FM.
28 września 2008 piosenka miała swoją polską premierę w radiu Eska, w programie Eurotop. 16 października 2008 teledysk piosenki miał swoją polską premierę w stacji muzycznej Viva Polska. 29 września 2008 został wyemitowany odcinek serialu The Hills (pl. Wzgórza Hollywood), gdzie w jednej ze scen została użyta piosenka „Womanizer”. Singel na CD pojawił się 7 października 2008 w USA, natomiast w Wielkiej Brytanii 24 listopada 2008.

## Teledysk
Teledysk był kręcony 24 i 25 września 2008 w Los Angeles w Takami Sushi & Robata Restaurant oraz w Elevate Lounge na 21. piętrze biurowca. Jego reżyserem jest Joseph Kahn, który współpracował już z Britney nad teledyskami do „Stronger” oraz „Toxic”. W klipie występuje model Brandon Stoughton, który wciela się w rolę tytułowego kobieciarza.
Spears gra zakochaną kobietę, która podejrzewa, że mąż ją zdradza. Wysyła trzy swoje oblicza, które prowokują mężczyznę – najpierw sekretarkę w firmie, seksowną kelnerkę w restauracji. Kolejnym razem jest już kierowcą limuzyny i prowadzi samochód nogą.
Pod koniec teledysku Britney jako ukochana, rzuca mężczyznę na łóżko i objawia mu się w trzech wcieleniach. Trzymają one go i nie pozwalają wstać. Piosenkarka siada na niego i wytyka, że jest Kobieciarzem, po czym śmieje się i zeskakuje z łóżka powtarzając słowa You’re womanizer. Klip miał premierę w amerykańskiej stacji ABC 10 października.

## Listy przebojów
| Argentyna                | Top 40 Singles                | 1 |           |            |
| Brazylia                 | Brasilian Singles Chart       | 1 |           |            |
| Chile                    | Top 100 Singles               | 2 |           |            |
| Kanada                   | Canadian Hot 100              | 1 |           |            |
| Stany Zjednoczone        | U.S. Billboard Hot 100        | 1 | 3 000 000 | 3x Platyna |
| Australia                | Australian ARIA Singles Chart | 5 | 70 000+   | Platyna    |
| Nowa Zelandia            | New Zealand Singles Chart     | 9 | 7500+     | Złoto      |
| Chiny                    | Chinese Singles Chart         | 1 |           |            |
| Indie                    | Top 20 Singles                | 1 |           |            |
| Izrael                   | Israel Singles Chart          | 1 |           |            |
| Japonia                  | Japan Hot 100                 | 7 |           |            |
| Turcja                   | Turkey Top 20 Chart           | 1 |           |            |
| Belgia                   | Top 50 Singles                | 1 | 25 000+   | Złoto      |
| Dania                    | Danish Singles Chart          | 1 | 15 000+   | Platyna    |
| Finlandia                | Finland Singles Top 20        | 1 | 5 000+    | Złoto      |
| Francja                  | French Singles Chart          | 1 | 120 000+  | Złoto      |
| Hiszpania                | Top 40 Singles                | 8 | 20 000+   | Złoto      |
| Niemcy                   | German Singles Chart          | 4 |           |            |
| Norwegia                 | Norwegian Singles Chart       | 1 |           |            |
| Szwajcaria               | Swiss Singles Chart           | 2 | 15 000+   | Złoto      |
| Szwecja                  | Swedish Singles Chart         | 1 | 10 000+   | Złoto      |
| Wielka Brytania          | UK Singles Chart              | 3 | 200 000+  | Srebro     |
| Notowania Międzynarodowe |                               |   |           |            |
| Europa                   | Eurochart Hot 100 Singles     | 1 |           |            |
| Świat                    | United World Chart            | 1 | 6 000 000 | 6x Platyna |

### United World Chart
| Pozycja (Sprzedaż tygodniowa) | 5 (240 000)  | 6 (214 000) | 4 (227 000) | 5 (236 000) | 3 (305 000) | 4 (302 000) | 3 (303 000)  | 2 (314 000)  | 1 (319 000)  | 1 (326 000)   |
| Sprzedaż całkowita            | 240 000      | 454 000     | 681 000     | 917 000     | 1 222 000   | 1 524 000   | 1 827 000    | 2 141 000    | 2 460 000    | 2 786 000     |
| Tydzień                       | 11           | 12          | 13          | 14          | 15          | 16          | 17           | 18           | 19           | 20            |
| Pozycja (Sprzedaż tygodniowa) | 3 (316 000)  | 2 (424 000) | 2 (357 000) | 3 (300 000) | 5 (249 000) | 7 (208 000) | 12 (172 000) | 16 (154 000) | 24 (131 000) | 23 (122 000)  |
| Sprzedaż całkowita            | 3 102 000    | 3 526 000   | 3 883 000   | 4 183 000   | 4 432 000   | 4 640 000   | 4 812 000    | 4,966 000    | 5 097 000    | 5 219 000     |
| Tydzień                       | 21           | 22          | 23          | 24          | 25          | 26          | 27           | 28           | 29           | 30            |
| Pozycja (Sprzedaż tygodniowa) | 26 (105 000) | 30 (94 000) | -           | -           | -           | -           | -            | -            | -            | - – (150,000) |
| Sprzedaż całkowita            | 5 324 000    | 5 418 000   | -           | –           | –           | –           | –            | –            | –            | 6 000 000     |